# クリステン・ミッハル

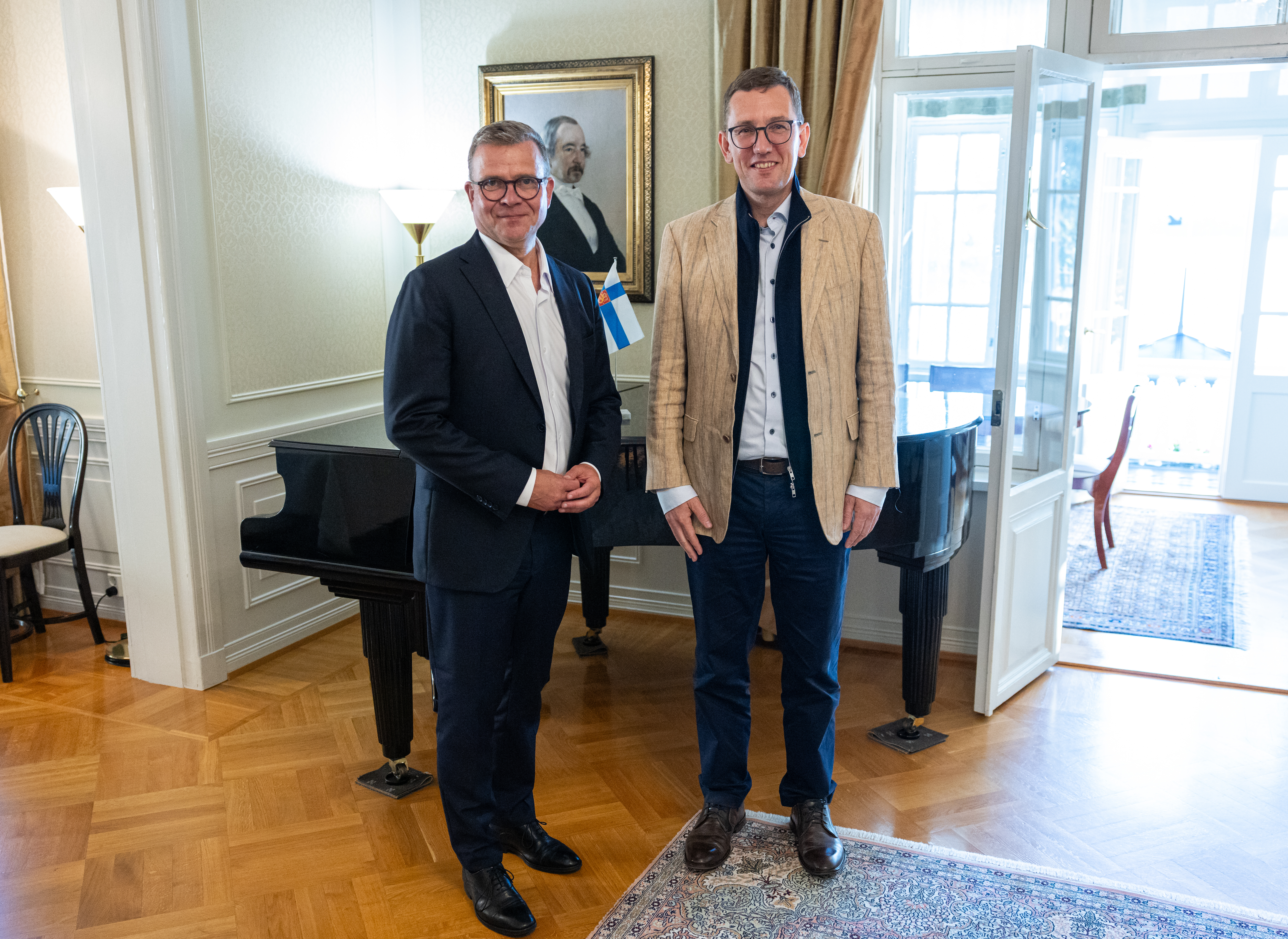
2024年8月13日、フィンランドのペッテリ・オルポ首相とヘルシンキの首相官邸で面会。

クリステン・ミッハル（Kristen Michal、1975年7月12日-）はエストニアの政治家。2024年7月23日より首相を務める。エストニア改革党所属。姓はミハルとも表記。

## 経歴
タリンに生まれ、1994-1999年にタリン大学で行政管理を学んだ後、2009年にアカデーミア・ノルドで法学を修め、2010-2014年にはタリン大学ロースクールに在学していた。
1996年に改革党に加入し、2004年にエストニア国会「リーギコグ」議員に初当選。1999年から2011年にかけてタリン市議会議員や首相顧問、改革党幹事長などを経験した。2022年には国会経済委員長となっている。
2011年に第3次アンドルス・アンシプ内閣において司法大臣となり、2015年に第2次ターヴィ・ロイヴァス内閣で経済・インフラ大臣に任命された後、2023年からは第3次カヤ・カッラス内閣の気候大臣を務めていた。
2024年6月にカッラスが次代の欧州連合外務・安全保障政策上級代表（EU外相）に指名されたことにより首相を辞任、7月22日に国会での投票において賛成64・反対27でミッハルの首相就任が可決され、クリステン・ミッハル内閣が発足した。これまでの政権と同様に中道右派の改革党と中道左派の社会民主党、およびリベラル政党の「エストニア200」より構成された連立内閣となる。就任当日の23日にウクライナのゼレンスキー大統領やフィンランドのオルポ首相と電話協議をしており、カッラス前首相の対ロシア強硬姿勢を継続する方針とみられる。2025年3月10日には連立政権から社会民主党を追放することを発表し、翌11日にラウリ・ラーネメツ内相ら、同党所属の4閣僚を更迭した。

## 人物
ミッハルはエストニア語の他、英語、フィンランド語、ドイツ語、ロシア語も話す。結婚はしていないが、政治顧問の女性エヴェリン・オラスと2000年代半ばからパートナーの関係にあり、オラスとの間には3人の息子が誕生している。また、ミッハルはエストニア国防軍の予備役将校でもある。